# Gare d'Allons - Argens
La gare de Allons - Argens est une gare ferroviaire française de la ligne de Nice à Digne (voie métrique), située sur le territoire de la commune d'Allons, près d'Argens, dans le département des Alpes-de-Haute-Provence en région Provence-Alpes-Côte d'Azur.
Elle est mise en service en 1911 par la compagnie des chemins de fer du Sud de la France.
C'est une halte voyageurs de la Régie régionale des transports Provence Alpes Côte d'Azur desservie uniquement à la demande.

## Situation ferroviaire
Établie à 959 mètres d'altitude, la gare de Allons - Argens est située au point kilométrique (PK) 99,473 de la ligne de Nice à Digne (voie métrique), entre les gares de Thorame-Haute et de La Mure.

## Histoire
La station d'Allons - Argens est mise en service le 3 juillet 1911 par la compagnie des chemins de fer du Sud de la France, lors de l'ouverture à l'exploitation de la section à voie unique de Saint-André à Annot de la ligne de Nice à Digne.
Elle est ensuite exploitée, à partir de 1925 par les Chemins de fer de Provence (CP), puis de 2007 à 2013 par la Compagnie ferroviaire du Sud de la France et depuis le 1er janvier 2014 par la  Régie régionale des transports Provence Alpes Côte d'Azur.

## Service des voyageurs

### Accueil
Halte, sans personnel, elle dispose d'un quai empierré et d'un abri.

### Desserte
Halte à arrêt facultatif, elle est desservie à la demande par des trains des chemins de fer de Provence de la relation Nice - Annot - Digne-les-Bains.

### Intermodalité
Le stationnement des véhicules est possible à proximité.

## Patrimoine ferroviaire
L'ancien bâtiment voyageurs, avec sa halte marchandises accolées, est toujours présent bien qu'il ne soit plus utilisé pour le service ferroviaire.